# شهرستان پوپ (ایلینوی)
شهرستان پوپ، (به انگلیسی: Pope County) شهرستانی در ایالت ایلی‌نوی ایالات متحده امریکا و بر طبق سرشماری ۲۰۱۰ این شهرستان ۴۴۷۰ نفر جمعیت داشته‌است.
طبق سرشماری ۲۰۱۰، مساحت این شهرستان ۹۶۹٫۴ کیلومتر مربع وسعت داشته که از این مقدار ۱٫۴۸ درصد آب و ۹۸٫۵۲ درصد خشکی می‌باشد.
همسایگان این شهرستان عبارتند از:
- شمال: شهرستان سالین
- شرق: شهرستان هاردین
- جنوب‌شرق: شهرستان ماساک
- غرب: شهرستان جانسون
- شمال‌غرب: شهرستان ویلیامسون

این شهرستان در ۱۸۱۶ از شهرستان گالاتین و شهرستان جانسون جدا شده‌است.
گلکوندا، مرکز شهرستان

## نگارخانه

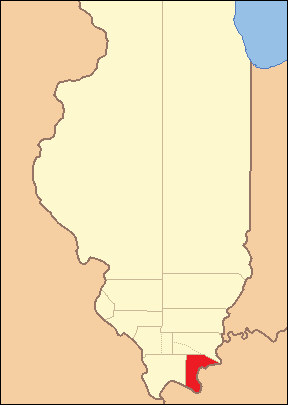
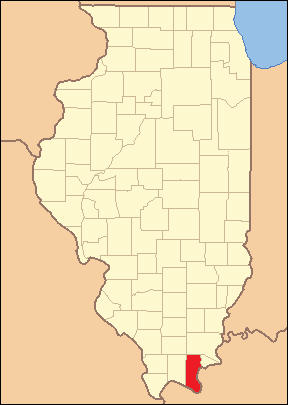
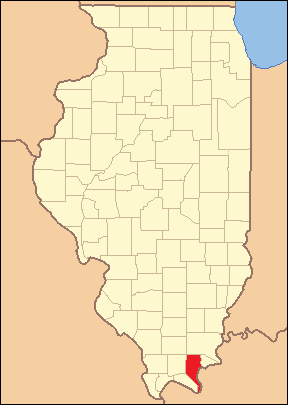
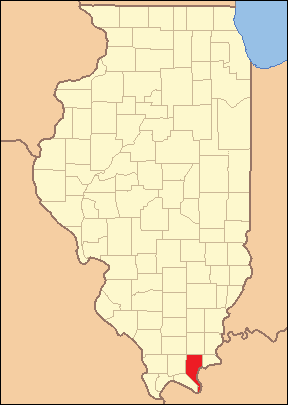